# Dendrobium prasinum
Dendrobium prasinum är en orkidéart som beskrevs av John Lindley. Dendrobium prasinum ingår i släktet Dendrobium, och familjen orkidéer.
Artens utbredningsområde är Fiji. Inga underarter finns listade i Catalogue of Life.